# Kościół Opatrzności Bożej w Toruniu
Kościół Opatrzości Bożej w Toruniu – zabytkowa świątynia katolicka w jurysdykcji parafii Opatrzości Bożej w Toruniu. Kościół położony jest w lewobrzeżnej części miasta, w dzielnicy Rudak, u zbiegu ulic Okólnej i Kościelnej. Kościół jest zabytkowy.

## Opis kościoła
Kościół mierzy 21,42 m długości i 13,08 m szerokości. Wysokość kościoła wynosi 16,80 m. Wieża do hełmu ma 19,40 m. Całkowita wysokość kościoła (wraz z ok. czterometrowym krzyżem na wieży) wynosi 35,40 m. Neogotycki konfesjonał, ławki dla wiernych i drzwi wewnętrzne z czasu budowy kościoła należą do wyposażenia zabytkowego świątyni. Z późniejszego okresu pochodzą drzwi wejściowe boczne. Organy mają zewnętrzną oprawę neorenesansową i współczesne mu wyposażenie.

## Historia
Kościół na Rudaku powstał za sprawą wzrostu liczebności społeczności ewangelicko-luterańskiej w okolicach Torunia na przełomie XIX i XX wieku. W 1904 roku powstała parafia Rudak-Stewken (Rudak-Stawki). W momencie rozpoczęcie budowy kościoła parafia liczyła 1294 ewangelików (587 wiernych w Rudaku i 707 na Stawkach). W 1902 roku pastor Krüger założył Bethaus-Bauverein Rudak-Stewken (Stowarzyszenie budowy kaplicy modlitewnej Rudak-Stawki), nadzorował prace projektowe i przygotowywał dokumentację. Działkę pod budowę kupiono 8 stycznia 1903 roku. W 1904 roku wydano zgodę na budowę świątyni. Dzwony kupiono w firmie M. & O. Ohlsson z Lubeki za cenę 2300 marek.
Kamień węgielny wmurowano w 1907 roku. Podczas uroczystości wmurowania kamienia węgielnego zaproponowano, by kościół miał wezwanie „Kościoła Wytrwałości”. W 1908 roku postawiono na wieży krzyż. W tym samym roku August Terletzki i Edward Wittek wykonali organy. Uroczysta konsekracja kościoła miała miejsce na przełomie września i października 1909 roku. Projekt kościoła nawiązuje do wiejskich kościołów gotyckich ziemi chełmińskiej. Prawdopodobnie kościół na Rudaku był wzorowany na gotyckim kościele św. Katarzyny Aleksandryjskiej w Grzywnie.
Cały kościół wraz z wyposażeniem oraz wieżę zaprojektował toruński mistrz budowlany i inspektor Ernst Goldbach. Witraże wykonała firma Ferdinanda Müllera z Quedlinburga, a organy zamontowała firma Orgelbauanstalt A. Terletzki. Witraże zamontował w czerwcu 1908 roku mistrz szklarski Emil Hell, pochodzący z Torunia. Cegły kupiono w pobliskich cegielniach: F. Wiebuscha z Rudaku i L. Gramsa ze Złotorii. Prace budowlane wykonywały dwie firmy budowlane: cieśli Richarda Hartwiga i dekarza A. Huberta z Chełmży. Prace ziemnie, ciesielskie i murarskie przy kościele wykonywał mistrz budowlane Staedler. Ambomę, ołtarz i ławki wykonał Paul Borkowski z Torunia. Prace stolarskie powierzono zakładowi Houtremanns & Walter. Plebanię wybudował Ewald Hoffmann. Stalowe piece kupiono od toruńskiego kupcy Franza Kähera. Dekoracje w kościele namalował Hans Stopp, pochodzący z Hanoweru. Dekoracje malarskie miały formę bizantyjską. Stopp jest autorem wizerunku Chrystusa Pantokratora. Malowidła stworzono wiosną 1909 roku. Za swoją pracę Stopp otrzymał 400 marek. Hans Stopp wykonał dwa projekty malowideł. Pierwszy przedstawiał Chrystusa trzymającego księgę otwartą z napisem Α Ω po bokach. W medalionach umieszczono wizerunku aniołów. Dwa anioły trzymały zwoje, trzeci lutnię, a czwarty fletnię. Na drugim projekcie ukazano postać błogosławiącego Chrystusa, z kielichem w ręce. Zaakceptowano drugi projekt. Malowidło zamalowano po II wojnie światowej.
Na mocy decyzji Wojewody Pomorskiego z 1 sierpnia 1945 roku, zbór pooewangelicko-unijny na Rudaku wraz z plebanią i ruchomościami przejęła rzymskokatolicka parafia św. Apostołów Piotra i Pawła w Toruniu na Podgórzu. Decyzja weszła w życie 5 sierpnia tego roku. 25 sierpnia 1945 roku ks. prał. Józef Batkowski poświęcił kościół. 20 lutego 1946 roku, na mocy dekretu kard. Augusta Hlonda, erygowano parafię Opatrzności Bożej.
W 1961 roku w kościele znalazł się krzyż z wizerunkiem Chrystusa, wyrzeźbiony w drewnie. Podczas Jubileuszu 20-lecia istnienia parafii poświęcono pamiątkową chrzcielnicę. W 1980 roku wieżę pokryto blachą cynkową pomiedziowaną. W 1984 roku na ścianie głównej prezbiterium umieszczono obraz Matki Bożej Częstochowskiej. W 1989 roku założono nowe oświetlenie. W 1994 roku wyremontowano wszystkie okna. Rok później przed kościołem wyłożono plac przykościelny betonową kostką polbruku. W 1998 roku w kościele zamontowano promienniki. W 2001 roku w prezbiterium znalazł się nowy ołtarz i lektorium wykonane z czerwonego granitu. Całe prezbiterium pokryto białym marmurem. W tym samym okresie zmieniono wystrój ołtarza Matki Bożej Nieustającej Pomocy. W październiku 2003 roku przed kościołem odsłonięto figurę Matki Bożej, ufundowanej jako wotum wdzięczności parafian z okazji 25-lecia pontyfikatu papieża Jana Pawła II. W 2013 roku w kościele umieszczono relikwie bł. Jana Pawła II.